# Чистота оружия
Чистота оружия (ивр. טוהר הנשק‎, то́хар ха-не́шек) — официальное положение Этического кодекса Армии обороны Израиля, согласно которому военнослужащие ЦАХАЛ не имеют права применять оружие против мирного населения и военнопленных. Оно звучит следующим образом:

Солдат должен использовать своё оружие и власть только для выполнения миссии и исключительно в отведённых пределах, а также сохранять человечность даже в бою. Солдату нельзя применять своё оружие и власть, чтобы причинить вред мирному населению и военнопленным; он должен сделать всё, чтобы не навредить их жизням, телам, чести и собственности.

По мнению автора Этического кодекса ЦАХАЛа Кашера Асы, подобного положения непосредственно нет ни в одном уставе вооружённых сил какой-либо другой страны.

## Происхождение положения
Этический кодекс ЦАХАЛ, также известный как «Руах Цахал — арахим у-клалей иесод» («Дух Армии Обороны Израиля, ценности и основные правила»), был написан в 1994 году философом и профессором Кашером Аса. Кодекс предписывает соблюдение «ценностей Государства Израиль как еврейского государства», подразумевая под ними не только «традиционные ценности еврейского народа на протяжении всей его истории», но и «всеобщие человеческие ценности, основанные на человеческом достоинстве». В Галахе прямо не определяются основные положения и политика вооружённых сил Израиля, равно как и сама Доктрина ЦАХАЛ не является религиозным документом, однако религиозные основы Этического кодекса были заложены главным военным раввином Шломо Гореном, служившим в воздушно-десантных войсках. Британский и валлийский раввин Норман Соломон утверждает, что концепция «хавлага» (воздержание) и положение о «чистоте оружия» происходят из иудейских этических и моральных ценностей и из стремления заполучить поддержку со всего мира. Чистота оружия является принципом, которому следуют израильские вооружённые силы во время борьбы против терроризма, невзирая ни на какие сомнения, и которому следуют все граждане Израиля вне зависимости от вероисповедания.
Одним из сторонников этого положения является полковник Британской армии Ричард Кемп, называвший ЦАХАЛ в интервью 2-му израильскому каналу армией с самыми высокими моральными идеалами в мире. В 2015 году Инициативой друзей Израиля, куда входили высокопоставленные военные Австралии, Колумбии, Франции, Германии, Индии, Италии, Великобритании, США и Испании, был опубликован документ, посвящённый операции «Нерушимая скала», в котором говорилось о «беспрецедентных усилиях» со стороны Израиля, направленных на предотвращение жертв среди гражданских, что превосходило международные ожидания. Вместе с тем в отчёте Совета ООН по правам человека во главе с бывшей председательницей Верховного суда Нью-Йорка Мэри Макгоуэн Дэвис утверждалось прямо противоположное: несмотря на сообщения о больших жертвах среди гражданских в Газе и разрушениях, вопросы о нарушении гуманитарного права оставались нерешёнными.

## Тактические и этические дилеммы
Среди положений Этического кодекса встречаются такие, которые пересекаются в ряде моментов, но в других случаях противоречат друг другу:

[О жизни человека] Личный состав Армии обороны Израиля будет действовать справедливыми и безопасными способами в связи с признанием человеческой жизни как высшей ценности. В бою они будут подвергать себя и своих товарищей риску только в пределах, необходимых для выполнения приказа.
[О товариществе] Личный состав Армии обороны Израиля будет действовать в духе братства и верности товарищам и приходить им на помощь, если им нужна помощь, или полагаться на них, вне зависимости от опасности и трудности, даже в случаях риска для собственной жизни

Точечные ликвидации лидеров террористических группировок расцениваются в ЦАХАЛе как законный способ выполнения приказов, как часть контртеррористической и упреждающей деятельности государства, а также как способ самообороны для предотвращения террористической деятельности. Целевые убийства используются в качестве меры для нанесения ущерба по реальному противнику при сведении к минимуму жертв среди гражданского населения. Подобную политику в своё время однажды попытались оспорить в Верховном суде Израиля, который постановил, что по законам вооружённого конфликта террористы действительно юридически расцениваются как гражданские лица. Однако на них не распространяется запрет из статьи 51 (3) Протокола I к Женевским конвенциям, который обеспечивает защиту гражданского населения от умышленного нападения, «если только в это время они не участвовали в боевых действиях на стороне противника».
Суд объяснил, что террористы, с точки зрения международного военного права, оказывают помощь незаконным вооружённым формированиям в любое время до потенциального нападения, поэтому иммунитет протокола I на них не распространяется, и они являлись законными целями для атаки со стороны вооружённых сил. Реакция международного сообщества была неоднозначной: звучали даже заявления о попытке подорвать международную правовую систему защиты гражданских лиц в вооружённом конфликте путём смещения баланса в пользу военного преимущества и роста вероятности сопутствующего ущерба.

## Критика
Согласно израильскому журналисту Гидеону Леви, известному своими скандальными статьями и действиями, большинство израильтян придерживаются мнения о том, что «ЦАХАЛ является армией с самыми высокими и стойкими моральными ценностями в мире». Однако идея о высоконравственности ЦАХАЛ и о следовании принципу «чистоты оружия» оспаривается некоторыми лицами в связи с тем, что, несмотря на стремления Израиля соблюдать международные законы и обычаи ведения войны, число гражданских жертв не сокращается. Политологи Джон Миршаймер и Стивен Уолт считают однозначным мифом какие-либо утверждения о высоких моральных идеалах ЦАХАЛа.
Основным аргументом против подобных действий являются массовые убийства гражданских лиц, имевшие место во время первой арабо-израильской войны 1947—1949 годов в Кибии и Кафр-Касеме, казни военнопленных, неспособность предотвратить массовые убийства в Сабре и Шатиле и в Кане. В качестве примеров иногда называются бой в Дженине, операция «Литой свинец» и конфликт у берегов Газы 2010 года. Среди израильтян встречаются разные точки зрения на эти события.
Одним из критиков этой концепции является Ави Шлаим, который утверждал, что она является ключевым положением идеологии сионизма и его видения истории, а о чистоте «чистоте оружия», по словам Шлаима, пишут во всех школьных учебниках, особенно упирая на войну 1948 года.

У меня были знания, полученные в детстве и я верил в чистоту израильского оружия, я верил — что Израиль был жертвой. Я обнаружил документы, которые показали мне другие вещи… Я знал, что в любой стране есть разница между риторикой и реальными действиями, но я не знаю ни одной другой страны, где эта разница настолько велика, как в Израиле.
Оригинальный текст (англ.)I had the knowledge acquired in childhood, and I believed in Israel's purity of arms, I believed that Israel was the victim. I discovered documents that showed me other things.....I knew that in every country there's a gap between rhetoric and practice, but I don't know of any country where the gap is as great as in Israel.

Бенни Моррис утверждал, что «коллективная память израильтян о бойцах, выступавших за „чистоту оружия“, также подразумевает доказательства изнасилований, совершённых в завоёванных городах и деревнях», хотя после войны в Израиле восхваляли свою армию и демонизировали арабов, укрепляя позиции «хасбары». Философ, профессор Йешаяху Лейбович, обсуждая трагедию в Кибии, также ставил под вопрос моральные основания для действий со стороны израильских военных: хотя в 1948 году Израиль, по его словам, вынужден был применить грубую силу и мог не иметь никакой альтернативы, события в Кибии показали моральные пределы «израильского народа»
«Чистоту оружия» называют мифом и военные Израиля. Так, полковник Дов Йирма, автор книги «Мой военный дневник: Ливан, 5 июня — 1 июля 1982», называл разговоры о гуманизме и чистоте оружия «тошнотворными и лживыми», считая, что миф о неприменении оружия против гражданских был разрушен ещё в 1982 году во время войны в Ливане. Бывший начальник Моссада Цви Замир в 2011 году назвал аргументом против концепции «чистоты оружия» убийства невооружённых людей израильскими военными на сирийско-израильской границе.
Среди некоторых раввинов встречаются убеждения, что подобный принцип нельзя применять на войне в отношении гражданских. Так, в 2004 году от группы раввинов, связанных с израильскими поселениями, прозвучали заявления о том, что в борьбе против терроризма не надо проявлять милосердие к гражданским лицам со стороны противника. Эти заявления осудила Антидиффамационная лига. В 2006 году во время боевых действий в Ливане организация ортодоксальных раввинов США также призвала израильские вооружённые силы не думать о потерях среди гражданского населения с другой стороны, утверждая, что сторонники «Хезболлы» скрываются среди гражданских, поэтому воздерживаться от нападения стало бы преступлением против израильтян.